# Sydney Showground Stadium
Le Sydney Showground Stadium (nom commercial du Spotless stadium , anciennement Škoda Stadium) est un stade de sports et d’événements situé au Sydney Showground du parc olympique de Sydney. 
Il a accueilli les événements de baseball des Jeux olympiques d’été de 2000. Le parc des expositions, y compris le stade, est exploité par la Société royale d'agriculture de NSW (RAS), sous contrat avec le gouvernement de la Nouvelle-Galles du Sud.

## Histoire

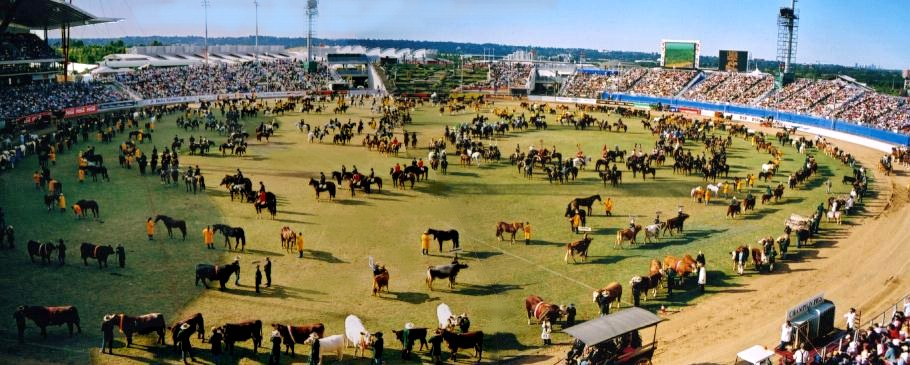
Vue de la grande parade du spectacle royal de Pâques 2001 à Sydney, montrant la principale arène avant le réaménagement

Le stade a ouvert ses portes en 1998 en tant qu’arène principale du Sydney Showground. Conjointement avec une extension et une mise à niveau en 2011-2012, il a été renommé Sydney Showground Stadium. 
Le Sydney Showground stadium a été construit  pour remplacer le terrain vieillissant Moore Park, et pour accueillir les Jeux olympiques d’été 2000.

## Sports et évènements
- Football australien : stade domestique des  Greater Western Sydney Giants depuis 2015.
- Criquet : stade domestique des Sydney Thunder depuis 2015.
- Football : stade domestique des Western Sydney Wanderers Football Club entre 2016 et 2019 en alternance avec le ANZ Stadium.
- Baseball et Jeux Olympiques 2000 : stade domestique du club de baseball des Sydney Storm entre 1998 et 1999. Connu sous le nom du Sydney Baseball Stadium pendant les jeux olympiques de 2000, il était le stade principal des épreuves de baseball.
- Rugby : entre 2001 et 2005, il est le stade domestique des Canterbury Bulldogs.
- Rugby à sept : le stade accueille l'étape australienne du World rugby sevens series en 2018-2019.
- Sport automobile.